# Alexéi Kurbátov
Alexéi Kurbátov (en ruso: Алексей Курбатов; 9 de mayo de 1994) es un deportista ruso que compite en ciclismo en las modalidades de pista, especialista en la prueba de persecución por equipos, y ruta.
Ganó dos medallas de bronce en el Campeonato Europeo de Ciclismo en Pista, en los años 2014 y 2017.

## Medallero internacional
| Campeonato Europeo | Campeonato Europeo      | Campeonato Europeo | Campeonato Europeo      |
| Año                | Lugar                   | Medalla            | Competición             |
| ------------------ | ----------------------- | ------------------ | ----------------------- |
| 2014               | Baie-Mahault ( Francia) | Medalla de bronce  | Persecución por equipos |
| 2017               | Berlín ( Alemania)      | Medalla de bronce  | Persecución por equipos |